# Jakob Schubert

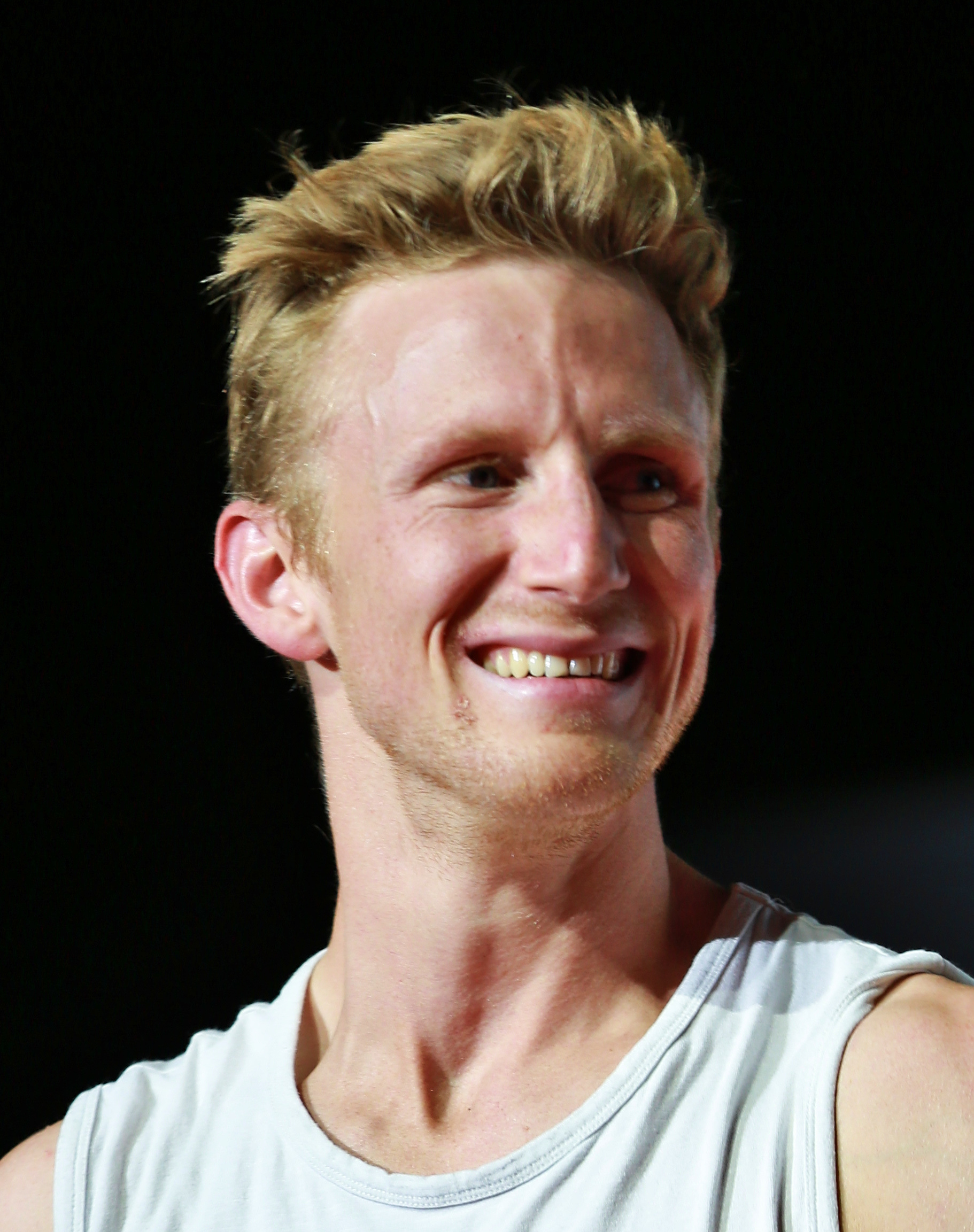
Jakob Schubert in 2018

Jakob Schubert (Innsbruck, 31 december 1990) is een Oostenrijks klimsporter. Schubert is twee keer wereldkampioen geworden, namelijk in 2012 en 2018. Hij heeft drie keer de wereldbeker gewonnen (2011, 2014, 2018).

## Biografie
Schubert begon met klimmen in 2003 toen hij twaalf was.
In 2011 won hij de Lead World Cup en een zilveren medaille op het Lead World Championship. De wereldbeker werd gehaald door zeven opeenvolgende competities te winnen. Voorheen was er geen enkele klimmer in staat om zoveel WK-wedstrijden in een seizoen te winnen (in 2002 won Alexandre Chabot er zes). In 2012 won hij de wereldkampioenschappen in Parijs. In 2014 won hij voor de tweede keer de wereldkampioenschappen. In 2018 werd hij opnieuw wereldkampioen in zijn geboorteplaats Innsbruck. Hij verdiende deze titel door in de finale dezelfde score te halen als Adam Ondra, maar omdat hij een hogere score had in de halve finale, pakte hij de titel alsnog. Hij won in 2018 ook zijn derde WK.
Schubert won brons op de Olympische Spelen van 2020.